# Kombo North
Kombo North ist einer von 35 Distrikten – der zweithöchsten Ebene der Verwaltungsgliederung – im westafrikanischen Staat Gambia. Es ist einer von neun Distrikten in der West Coast Region.
Nach einer Berechnung von 2013 leben dort etwa 294.224 Einwohner, das Ergebnis der letzten veröffentlichten Volkszählung von 2003 betrug 166.351.
Der Name ist von Kombo abgeleitet, einem ehemaligen kleinen Reich.

## Ortschaften
Die zehn größten Orte sind:
- Lamin, 39.183
- Nema Kunku, 36.134
- Brufut, 31.749
- Sukuta, 31.674
- Wellingara, 16.116
- Busumbala, 13.292
- Yundum, 13.021
- Mandinari, 12.572
- Banjulunding, 10.104
- Kunkujang, 9652

## Bevölkerung
Nach einer Erhebung von 1993 (damalige Volkszählung) stellt die größte Bevölkerungsgruppe die der Mandinka mit einem Anteil von rund fünf Zehnteln, gefolgt von den Jola und den Fula. Die Verteilung im Detail: 46,8 % Mandinka, 12,9 % Fula, 11,5 % Wolof, 17,9 % Jola, 1,6 % Serahule, 2,8 % Serer, 0,5 % Aku, 3,1 % Manjago, 0,7 % Bambara und 2,2 % andere Ethnien.

## Seyfo
Seyfo des Distrikts war um 2002 Eric Tunde Janneh, er wurde 2005 von Demba Sanyang ersetzt. Sanyang setzte sich alters- und gesundheitsbedingt Ende 2017 zur Ruhe. Mit Wirkung ab 29. Dezember 2017 wurde Momodou L. K. Bojang diese Funktion übertragen, einem ehemaligen leitenden Polizeibeamten und Richter am Ortsgericht Kanifing.